# Transorchestia miranda
Transorchestia miranda is een vlokreeftensoort uit de familie van de Talitridae. De wetenschappelijke naam van de soort is voor het eerst geldig gepubliceerd in 1916 door Charles Chilton.